# Stanisław Ochęduszko
Stanisław Ochęduszko (ur. 29 kwietnia 1899 w Lisku, zm. 17 grudnia 1969 w Gliwicach) – polski termodynamik.
W latach 1937–1946 profesor Politechniki Lwowskiej (w latach 1939–1941 i 1944–1946 dyrektor tej uczelni, której okupacyjne nazwy brzmiały niem. Staatliche Technische Fachkurse, oraz ros. Lwowski Instytut Politechniczny), od 1946 prof. Politechniki Śląskiej (w latach 1956–1959 rektor). W dwudziestoleciu międzywojennym był członkiem Polskiego Towarzystwa Politechnicznego we Lwowie, od 1960 roku był członkiem korespondentem Polskiej Akademii Nauk.

## Życiorys
Stanisław Ochęduszko urodził się 29 kwietnia 1899 w Lisku. Pochodził z rodziny Ochęduszków, zamieszkującej w tym mieście. Był synem Marcelego i Gizeli z Ostruszków, nauczycieli szkoły powszechnej w Lesku, do której także uczęszczał. Miał braci, Mariana Antoniego (ur. 1901) i Kazimierza (1904–1991), inżyniera mechanika.
Po ukończeniu w 1909 r. szkoły powszechnej, naukę kontynuował w Cesarsko-Królewskim Gimnazjum w Sanoku, które ukończył egzaminem maturalnym w 1917 roku (w jego klasie byli Mieczysław Dukiet, Kazimierz Kwaśniewicz, Władysław Szepieniec). Podczas nauki szkolnej zamieszkiwał w Bursie Jubileuszowej im. Cesarza Franciszka Józefa. W 1917 roku rozpoczął studia na Wydziale Prawa Uniwersytetu Lwowskiego, których jednak nie ukończył. Jako student zatrudniony był w Komisji Zasiłkowej przy Starostwie w Lesku, a w roku 1919 został powołany do służby w Wojsku Polskim (w sanockim pułku piechoty). W czasie wojny służył jako oficer prowiantowy. Zdemobilizowany został w marcu 1921 roku w stopniu podporucznika. Na stopień porucznika został mianowany ze starszeństwem z 19 marca 1939 i 307. lokatą w korpusie oficerów rezerwy piechoty.
W 1921 roku rozpoczął właściwe studia na Politechnice Lwowskiej. W roku 1925, w czasie studiów, został zatrudniony przez prof. Romana Witkiewicza w Katedrze Pomiarów Maszynowych w charakterze zastępcy asystenta. Studia ukończył w roku 1928 na Wydziale Mechanicznym Politechniki Lwowskiej, uzyskując tytuł inżyniera mechanika.
Po zakończeniu studiów zaczął pracować w Katedrze Teorii Maszyn Cieplnych od razu jako adiunkt, gdzie był przygotowywany (najpierw przez Tadeusza Fiedlera, który w roku 1928 utracił swego potencjalnego następcę, a później przez prof. Witkiewicza) na przyszłego kierownika Katedry Teorii Maszyn Cieplnych w Wydziale Mechanicznym Politechniki Lwowskiej. W roku akademickim 1929/30 otrzymał stypendium z Funduszu Kultury Narodowej, a w roku 1930/31 z Ministerstwa Wyznań Religijnych i Oświecenia Publicznego. W związku z tym, pół roku przebywał w Związkowej Politechnice w Zurychu u prof. Schlapfera, a potem półtora roku w Wydziale Mechanicznym Politechniki Monachijskiej u prof. Wilhelma Nusselta, u którego doktoryzował się w roku 1935 na podstawie pracy: Przebieg zapłonu i spalania oleju napędowego rozpylanego za pomocą sprężonego powietrza w silniku Diesla. Po nostryfikowaniu dyplomu w Politechnice Lwowskiej najpierw uzyskał stopień naukowy docenta na Wydziale Mechanicznym, a w roku 1934 objął kierownictwo Katedry Teorii Maszyn Cieplnych i jako zastępca profesora rozpoczął wykłady z teorii maszyn cieplnych.
Stanisław Ochęduszko habilitował się w roku 1936 na podstawie pracy: Pomiar wydatku sprężarki metodą wypełnienia zbiornika, a w roku 1937 został mianowany profesorem nadzwyczajnym. Miał trzydzieści osiem lat i był wtedy jednym z najmłodszych profesorów w Polsce. Kierownikiem Katedry Teorii Maszyn Cieplnych pozostał do roku 1941, do czasu zajęcia Lwowa przez Niemców. W latach 1939–1941 w czasie rządów sowieckich został pozostawiony na stanowisku profesora i kierownika katedry. W sierpniu 1940 był gościem Wszechzwiązkowego Komitetu ds. Nauki ZSRR w Moskwie.
Przez rok okupacji niemieckiej prof. Ochęduszko pracował w szkole rzemieślniczej. W roku 1942 powrócił na Politechnikę (oficjalna nazwa: Staatliche Technische Fachkurse), gdzie wykładał termodynamikę, teorię turbin parowych i miernictwo cieplne. W roku 1944 Politechnika Lwowska została przemianowana na Lwowski Instytut Politechniczny. Profesor mógł teraz przygarnąć niektórych uczniów prof. Romana Witkiewicza zamordowanego przez Niemców i w ten sposób w Katedrze Teorii Maszyn Cieplnych zaczął pracować m.in. Witold Około-Kułak.
W kwietniu 1946 roku otrzymał etat profesorski na katedrze ciepłotechniki i termodynamiki, ale pomimo tego na apel władz polskich opuścił Lwów i w lipcu roku 1946 przybył do Gliwic. W styczniu 1947 roku otrzymał tytuł profesora zwyczajnego.
Najważniejsze jego dzieła to prace z zakresu termodynamiki technicznej, a zwłaszcza teorii spalania, teorii maszyn cieplnych; upowszechnił Międzynarodowy Układ Jednostek Miar. Ochęduszko opublikował m.in. Teorię maszyn cieplnych (cz. 1–3, 1953–1955) – pierwszy pełny polski podręcznik z tego zakresu, Termodynamikę stosowaną (1964).
Zamieszkiwał przy ulicy Kaszubskiej w Gliwicach.
Zmarł 17 grudnia 1969 w Gliwicach, pochowany na cmentarzu Lipowym (sektor B3-A-22). Jego żoną była Maria (1901–1989).

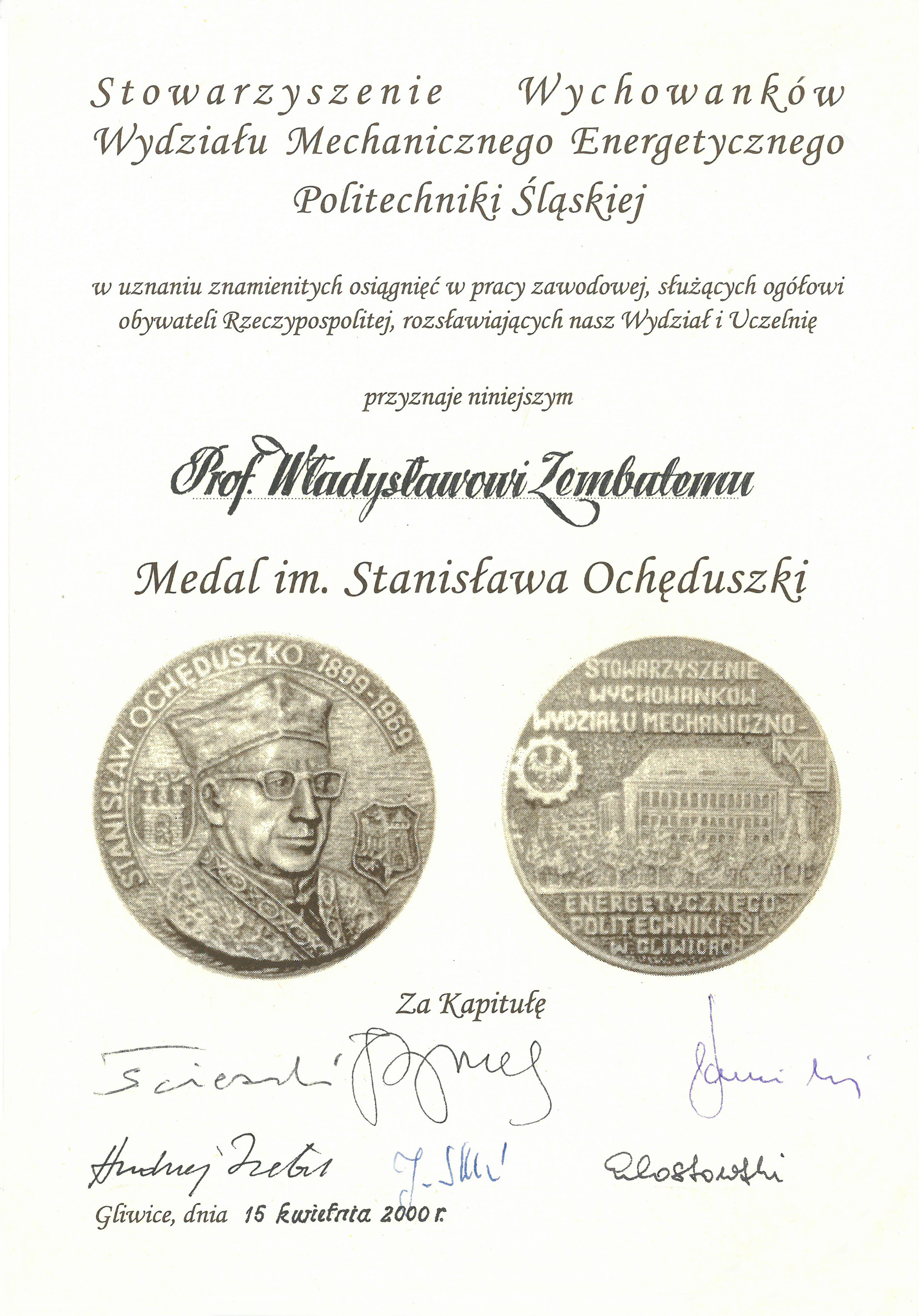
Przyznawany jest medal im. Stanisława Ochęduszki, który otrzymał m.in. Władysław Zembaty

## Wybrane publikacje
- Krytyka kompensacji w analizatorach gazów (1933)
- Zarys miernictwa w dziedzinie techniki cieplnej (1952, red. pracy zbiorowej)
- Teoria maszyn cieplnych (1955)
- Zbiór zadań z termodynamiki technicznej (1960)
- Termodynamika stosowana (1964)
- Zastosowanie międzynarodowego układu jednostek miar w energetyce cieplnej (1965, współautor)

## Ordery i odznaczenia
- Złoty Krzyż Zasługi (28 września 1954)[18]
- Medal 10-lecia Polski Ludowej (19 stycznia 1955)[19]

## Nagrody i wyróżnienia
- Nagroda Państwowa II stopnia za pracę Teoria maszyn cieplnych (1955)[20]
- doktor honoris causa Politechniki Śląskiej (1 października 1969)[14]